# Gaëtane Bouchez
Gaëtane Bouchez (Bergen, 19 november 1962) is een Belgische danseres en actrice die speelt in het Frans en in het Nederlands.

## Biografie

### Opleiding
Zij studeerde aan het Stedelijk Instituut voor Ballet te Antwerpen en kreeg een studiebeurs voor de school van Grands Ballets Canadiens in Montreal. Ook studeerde zij aan de Opera van Parijs voor danspedagoge.

### Werkzaamheid
Gaëtane Bouchez danste bij het Koninklijk Ballet, zowel van Vlaanderen, als van Wallonië. Daarnaast danste zij enkele jaren bij het Nationaal Ballet van Marseille, onder leiding van Roland Petit.
Sinds 1989 is zij verbonden als danseres en actrice aan het Harlekijn Danstheater. Sinds 2003 is zij artistiek leider van dit gezelschap.

### Privéleven
Gaëtane Bouchez is sinds 1993 gehuwd met de Nederlandse podiumkunstenaar Herman van Veen.